# Anoctus
Anoctus là một chi bọ cánh cứng thuộc họ Scarabaeidae.